# Minucià el Vell
Minucià el Vell (en llatí Minucianus, en grec Μινουκιανός Minoukianós) va ser un retòric grec contemporani del famós Hermògenes de Tars, als voltants de l'any 170.
Fabricius el va considerar la mateixa persona que Minucià d'Atenes, però pels escolis d'aquest darrer es dedueix que era diferent personatge.